# U Sagittarii
U Sagittarii är en pulserande variabel  av Delta Cephei-typ (DCEP) i stjärnbilden Skytten. 
Stjärnan varierar mellan visuell magnitud +6,28 och 7,15 med en period av 6,745226 dygn.